# Rachel Haden
Rachel Haden (n. 11 de octubre de 1971; Nueva York) es una músico estadounidense conocida por formar junto a su hermana Petra la banda de rock alternativo That Dog. Rachel es una de las tres hijas del músico de jazz Charlie Haden.

## Carrera musical
En 1991 Rachel y Petra Haden formaron el grupo de rock alternativo That Dog, en el que Rachel actuaba como bajista. Con That Dog lanzó tres álbumes de estudio con el sello DGC Records entre 1991 y 1997, los años en los que la agrupación se mantuvo activa.
En 1995, ella y su hermana se unieron a The Rentals, el grupo que había creado Matt Sharp, de Weezer, y lanzó en ese mismo año Return of the Rentals, el único álbum en el que Haden participó en The Rentals. Durante aquella época prestó su voz para los coros de las canciones de Beck, "Totally Confused" y "Steve Threw Up".
En 1996, interpretó la voz principal de la canción "I Just Threw Out The Love Of My Dreams", originalmente escrita para el álbum cancelado "Songs from the Black Hole" pero publicada en "Pinkerton". [cita requerida]
A partir de entonces, Haden participó en numerosas colaboraciones con distintas bandas y artistas. En 2001 formó parte de la grabación de Bleed American, el cuarto álbum de Jimmy Eat World, en el que fue teclista en varias canciones y corista en "Hear You Me", "If You Don't, Don't", "Cautioners", "The Authority Song" y "My Sundown". También marchó con la banda en la gira promocional del álbum durante dos años desde su lanzamiento en 2001.
En 2008 fue la bajista en la gira de Todd Rundgren y en 2010 hizo lo propio con Brendan Perry. En ese mismo año, Haden volvió a grabar con Jimmy Eat World en el séptimo álbum de la banda, Invented, donde fue la corista en "Stop".